# Leptomastidea indica
Leptomastidea indica är en stekelart som beskrevs av Shafee, Alam och Agarwal 1975. Leptomastidea indica ingår i släktet Leptomastidea och familjen sköldlussteklar. Inga underarter finns listade i Catalogue of Life.